# عرفات جرادات
عرفات شاهين جرادات (14 يناير 1983 - 22 فبراير 2013) من بلدة سعير، اسير فلسطيني توفي في سجن مجدو الإسرائيلي بعد اعتقاله بستة أيام، وقد إندلعت مواجهات بين فلسطينيين والجيش الإسرائيلي لوفاته في إطار سخط في الشارع الفلسطيني على الأوضاع السياسية وقضية الأسرى والمعتقلين وتضامن شعبي مع مطالب المساجين الفلسطينيين التي قام مجموعة منهم بالإضراب عن الطعام لفترات طويلة.

## حياته
ولد عرفات في الرابع عشر من يناير 1983، في بلدة سعير جنوب الضفة الغربية إلى الشمال من مدينة الخليل، وأنهى الدراسة في مدرسة سعير. انتقل بعدها إلى الجامعة المفتوحة و بسبب حاجته لمصدر دخل ترك الجامعة، ليعمل تاجرا متنقلا، وبعدها قرر عاملا في محطة وقود.
كان عرفات قد تزوج من دلال عيايدة من بلدة الشيوخ في الخليل. عند وفاته كان له من زوحته طفلان، يارا (4) أعوام ومحمد (عامين) و زوجته حامل.